# アメリカン・ウォーター・スパニエル

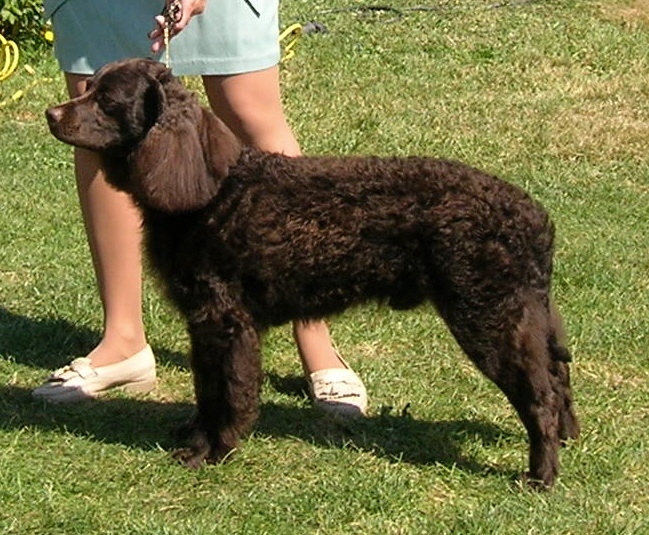
アメリカンウォーター・スパニエル

アメリカンウォーター・スパニエル（英：American Water Spaniel）とは、アメリカ合衆国ウィスコンシン州原産のスパニエル犬種である。

## 歴史
生い立ちに関しては判明できていない点が多いが、1860年代には独自の犬種として存在していたことが判明している。作出に使われた犬種はイングリッシュ・ウォーター・スパニエル、アイリッシュ・ウォーター・スパニエル、フィールド・スパニエル、ウェイビーコーテッド・レトリーバー、スタンダード・プードルなどであるといわれている。

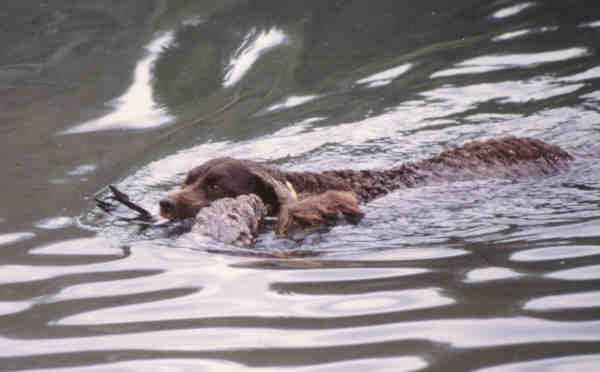
水上での回収作業

主に鳥猟犬などとして使われている。主人とペアになってウズラ、キジ、ライチョウ、ノウサギなどのにおいを追跡し、発見すると主人に知らせる。その後は指示に従ってフラッシング（追い出し）を行って茂みなどから飛び立たせ、出てきた獲物は主人が猟銃で仕留める。仕留められた獲物は本種が回収して運び、鳥猟は完了する。

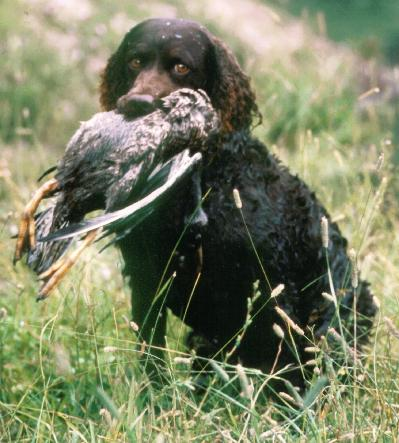
カモをレトリーヴ（回収）するアメリカン・ウォーター・スパニエル

そのような地上での鳥猟の他、水上で回収作業を行うこともできる。これも主人とペアになって行う。カヌーやボートに乗り込んで主人が上空の鳥を撃ち落とし、落ちてきた鳥を本種が泳いで回収する。
1920年代以降は他の鳥猟犬種の人気に押され、頭数は大幅に減少した。この影響により現在もその頭数は非常に少ないが、1920年にユナイテッドケネルクラブに公認され、1937年に犬種クラブができて保護が強化されたことにより絶滅の危機にはあまりさらされなかった。1940年にはアメリカンケネルクラブにも公認登録され、後に国際的な畜犬団体であるFCIにも公認登録された。しかし、現在もアメリカ合衆国以外ではほとんど飼育されていない希少種で、まず他の国では見ることができない。実猟犬として飼育されるのがメインだが、性格がよいためペットとしても飼育が行われている。

## 特徴
愛嬌のある顔つきをしていて、上唇は獲物を傷つけないようにしっかりと咥えるため、すこし長めでたるみがある。マズルの長さは普通で、先は丸い。胴も少し長めであるが、脚の長さが普通であるためあまり目立たない。引き締まった体つきをしていて、脚もすらりとしている。耳は大きめの垂れ耳、尾は垂れ尾。耳と尾には飾り毛がある。コートはプードルのようにカールしたショートコートだが、二重構造になっていて寒さや冷たい水に強い。コートは油を少し多めに含むため、水のはじきも早い。毛色はブラウン、レバー、ブラックなど。体高36〜46cm、体重11〜20kgの中型犬で、性格は知的で穏やか、従順で友好的である。しつけの飲みこみや状況判断力はよく、ペットとして飼育するのに向いた犬種である。ウォーター・スパニエル犬種のひとつであるため、泳ぐことが大好きで非常に得意としている。潜水もでき、ペットとして飼っている場合もたまに水遊びをさせてあげることが必要となる。運動量は普通である。